# ناثان بار
ناثان بار (بالإنجليزية: Nathan Barr)‏ هو مؤلف موسيقى تصويرية وملحن وموسيقي أمريكي، ولد في 9 فبراير 1973 في نيويورك في الولايات المتحدة.

## وصلات خارجية
- الموقع الرسمي
- ناثان بار على موقع IMDb (الإنجليزية)
- ناثان بار على موقع ألو سيني (الفرنسية)
- ناثان بار على موقع ميوزك برينز (الإنجليزية)
- ناثان بار على موقع أول موفي (الإنجليزية)
- ناثان بار على موقع بوكس أوفيس موجو (الإنجليزية)
- ناثان بار على موقع قاعدة بيانات الأفلام السويدية (السويدية)
- ناثان بار على موقع أول ميوزيك (الإنجليزية)
- ناثان بار على موقع ديسكوغز (الإنجليزية)
- ناثان بار على موقع قاعدة بيانات الفيلم (الإنجليزية)
- ناثان بار على موقع كينوبويسك (الروسية)